# 戈尔河 (伊尔菲斯河支流)
46°55′59″N 7°48′27″E / 46.93312°N 7.80738°E
戈爾河（德語：Gohl）是瑞士的河流，位於該國中西部，流經伯恩州，屬於伊爾菲斯河的右支流，河道全長11.3公里，流域面積25.8平方公里，發源自朗瑙東北面。